# Aeroportul Internațional Rotorua
Aeroportul Internațional Rotorua (IATA: ROT, ICAO: NZRO) este un aeroport din Bay of Plenty Region⁠(d), Noua Zeelandă ce deservește zona Rotorua⁠(d). Aeroportul a fost tranzitat în 2022 de 155.459 de pasageri. A fost numit după zona deservită.
Situat la o altitudine de 285 m, aeroportul dispune de o singură pistă.